# 楚海昌
楚 海昌（초해창）は、朝鮮氏族の巴陵楚氏の始祖である。中国明の翰林学士であったが、清に滅ぼされた時に朝鮮に亡命、忠義将軍・星山伯に封じられた。
慶尚北道蔚州郡農所面に墓所がある。